# Ethelred de Northumbria
Æthelred (/ˈæθəlrɛd/; c. 762 –18 abril 796), fue rey de Northumbria de 774 a 779 y otra vez de 790 hasta que fue asesinado en 796. Era hijo de Ethelwald Moll y Æthelthryth y posiblemente se convirtió en rey mientras todavía era un niño tras la deposición de Alhred.

## Familia y primeros años
El origen de la familia de Ethelred no está registrado, pero su padre Ethelwald, también llamado Moll, parece tener ascendencia noble. Ethelwald aparece en los registros históricos por vez primera en una carta escrita por Paulo I al rey Eadberht, ordenándole devolver las tierras incautadas a un tal Abad Fothred, que fueron entregadas a su hermano Moll. Tras la abdicación de Eadberht en 758, su hijo Oswulf le sucedió, pero a pesar del largo reinado de su padre, y de su poderoso tío Ecgbert, fue asesinado justo un año más tarde en 759 en Market Weighton por sus propios guardaespaldas. El asesinato fue posiblemente ordenado por Ethelwald, ya que se convirtió en rey poco después. En 761, el hermano de Oswulf, se enfrentó a Ethelwald en batalla pero murió en Eildon Hills el 6 de agosto.

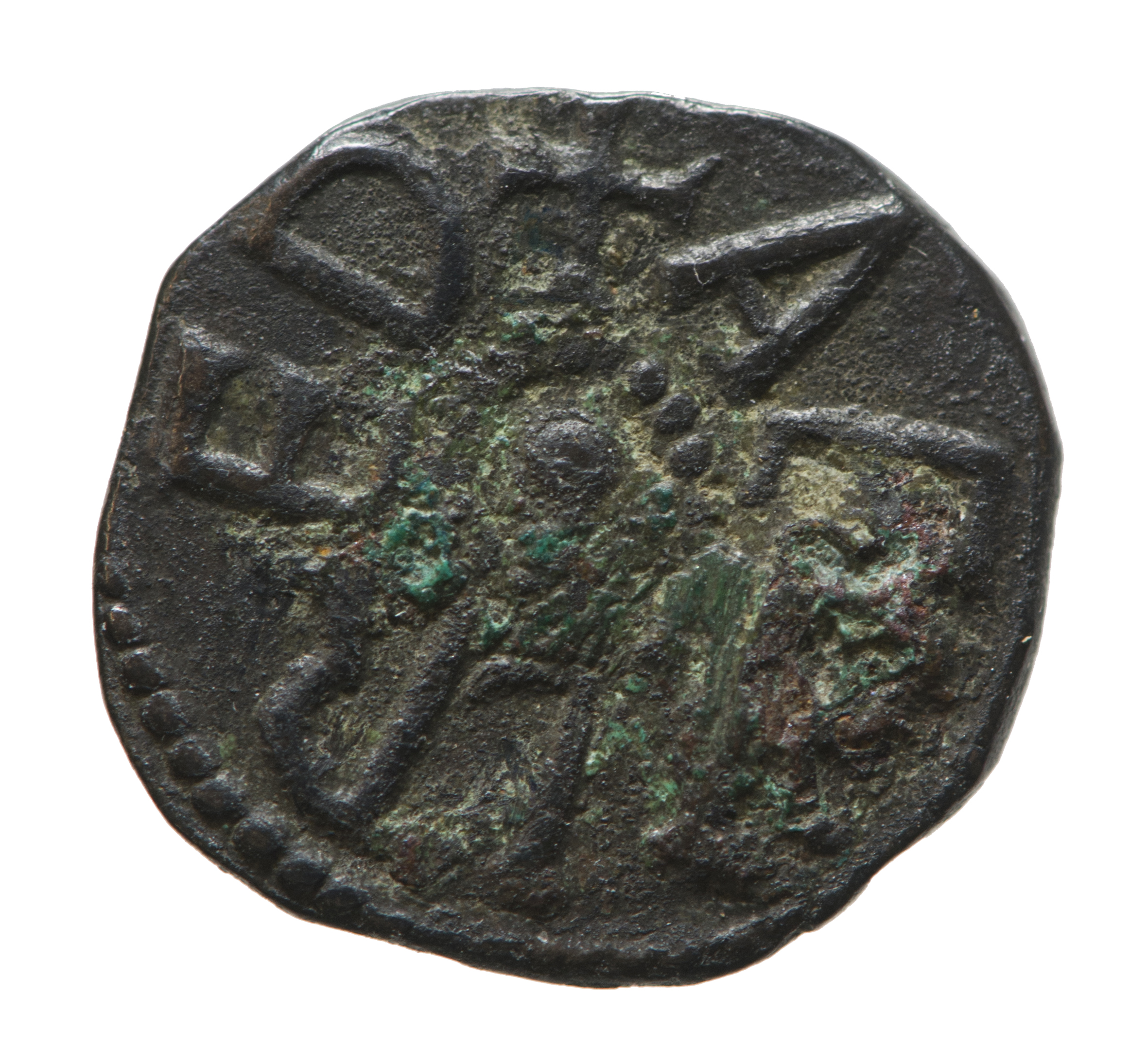
Plata styca de Aethelred

Tras de su victoria, Ethelwald se casó con Æthelthryth en Catterick el 1 de noviembre de 762.  Ethelwald Fue depuesto como rey el 30 de octubre de 765, por un consejo de nobles y prelados, y reemplazados por Alhred, el cuñado de Oswulf y Oswine.

## Primer periodo
Después de gobernar durante casi diez años, los northumbrianos expulsaron a Alhred de York en 774. Entonces escogieron a Ethelred como rey y fue "coronado con gran honor". En el primer año después de su ascensión, Ethelred, que pudo haber estado influido por su padre Ethelwald, ordenó el asesinato de un Ealdorman, Eadwulf.
Ethelred fue depuesto como rey y el trono pasó a Elfwald, nieto de Eadberht.

## Restauración
Ethelred vivió en exilio durante el reinado de Elfwald y de su sucesor Osred II. Sin embargo, en 788 o 789, Osred fue depuesto, tonsurado a la fuerza y exiliado y Ethelred fue restaurado en el trono.
Durante su segundo reinado, Ethelred ordenó en 790 el asesinato del ealdorman Eardwulf, pero este sobrevivió y más tarde se convertiría en rey. Los hijos de Elfwald, Ælf y Ælfwine fueron asesinados, probablemente por órdenes de Ethelred, en 791. Al año siguiente, Osred intentó recuperar el trono, pero fue derrotado, capturado y muerto el 14 de septiembre de 792. Un año más tarde, Lindisfarne fue saqueado por los Vikingos, y Alcuino escribió cartas a Ethelred culpando de este acontecimiento a los pecados cometidos por Ethelred y sus nobles.
El 29 de septiembre de 792  Ethelred contrajo matrimonio con Ælfflæd, hija de Offa de Mercia en Catterick.

## Muerte y Sucesión

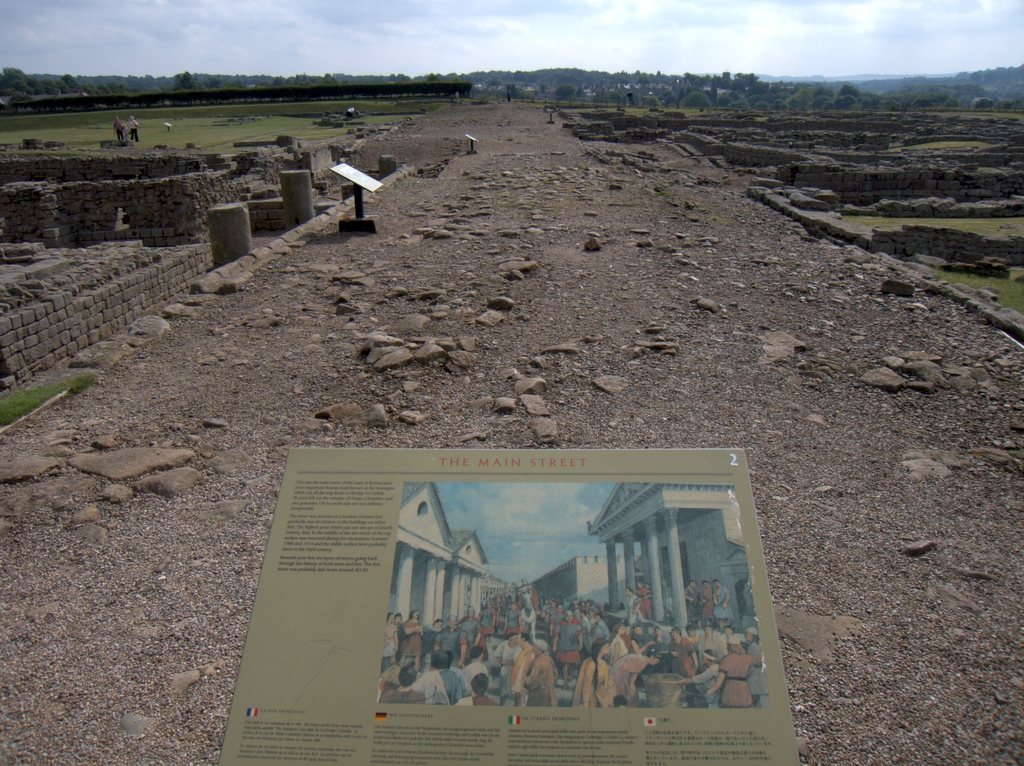
La fortaleza Romana antigua en Corbridge donde Æthelred fue asesinado.

Mientras Ethelred estaba en Corbridge un grupo de nobles le asesinó el 18 de abril de 796. Como resultado, Osbald, ealdorman y amigo de Alcuino, anterior asesor de Ethelred, se convirtió en rey, pero abdicó al cabo de 27 días.

## Lectura complementaria
- Higham, N.J., El Reino de Northumbria ANUNCIO 350-1100. Stroud: Sutton, 1993. ISBN 0-86299-730-5
- Kirby, D.P., Los King ingleses más Tempranos. Londres: Unwin, 1991. ISBN 0-04-445692-1
- Yorke, Barbara, King y Reinos de Inglaterra anglosajona temprana. Londres: Seaby, 1990. ISBN 1-85264-027-8